# Detalik anthonyi
Espèce
Detalik anthonyi est une espèce d'araignées aranéomorphes de la famille des Salticidae.

## Distribution
Cette espèce est endémique du Nigeria. Elle se rencontre dans les États d'Oyo, de Cross River et de Kwara.

## Description
La carapace des mâles mesure de 1,8 à 2,1 mm de long sur de 1,4 à 1,7 mm et l'abdomen de 1,5 à 2,0 mm de long sur de 1,0 à 1,4 mm et la carapace des femelles mesure de 1,7 à 2,2 mm de long sur de 1,3 à 1,7 mm et l'abdomen de 1,7 à 2,7 mm de long sur de 1,3 à 2,2 mm.

## Étymologie
Cette espèce est nommée en l'honneur d'Anthony Russell-Smith.

## Publication originale
- Wesołowska, 2021 : « Five new jumping spiders from Nigeria (Araneae: Salticidae: Thiratoscirtina). » Arachnology, vol. 18, no 9, p. 998-1005.